# Всеволод Василькович
Всеволод Василькович (? — ?) — князь Городоцький, син князя Полоцького Василька Святославича, який згадується в «Слові о полку Ігоревім».
Брат князя Ізяслава Васильковича. В "Слові о полку Ігоревім" сказано, що Ізяслав загинув у бою з литовцями через те, що йому не прийшов на допомогу Всеволод разом з іншим братом Брячислава. Ці події відносять до часу раніше 1185 року.
"... і Двіна болотом тече у тих грізних полочан під кліками поганих. Один тільки Ізяслав, син Васильків, продзвенів своїми гострими мечами об шоломи литовські, підтримав славу діда свого Всеслава, а сам під червленими щитами на кривавій траві литовськими мечами порубаний ... І сказав: «Дружину твою, княже, птиці крильми одягли, а звірі кров полизали ". Не було тут ні брата Брячислава, ні другого - Всеволода, так він один і зронив світлу душу з хороброго свого тіла через золоте намисто. Зажурилися голоси, знітилися веселощі. Труби трублять городенськії".